# Giovanni Cotta

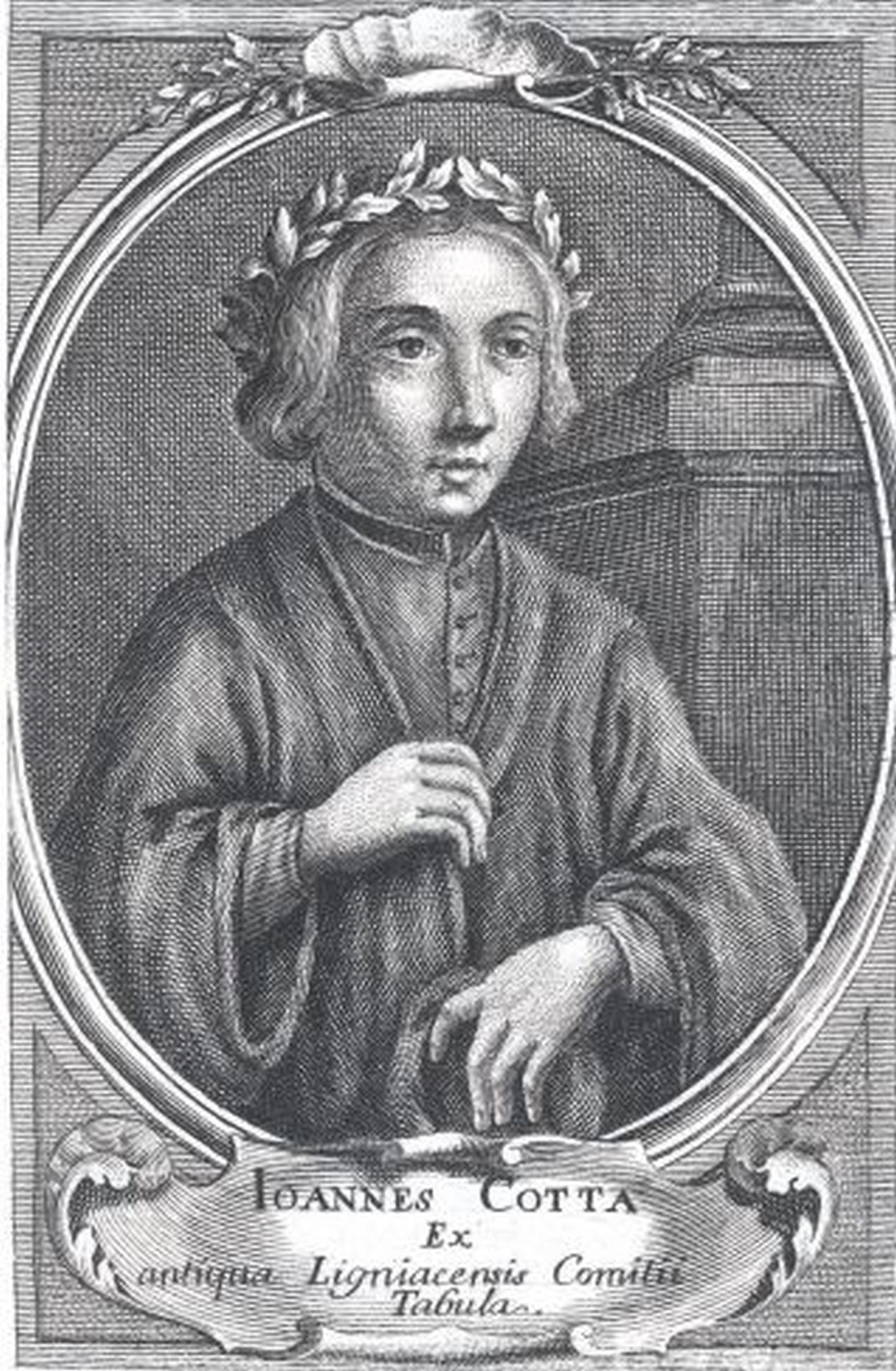
Giovanni Cotta da Giovanni Ermanno Ligozzi (1573).

Giovanni Cotta (Vangadizza di Legnago, 1480 circa – Viterbo, 1510) è stato uno scrittore e umanista italiano.

## Biografia
Nacque nei pressi di Legnago, città sull'Adige a sud di Verona, in una famiglia di condizioni agiate. Negli anni di formazione scolastica dimostrò un grande interesse per le lettere, dedicandosi allo studio degli autori antichi. Acquisì in tal modo un'ottima facoltà nell'esprimersi bene e nello scrivere, che accompagnava ad una straordinaria memoria, e compose poesie di grande dignità classica.
Studiò a Lodi, dal momento che la zia si era sposata là, ma poi andò a studiare con Giovanni Pontano a Napoli. Per breve tempo si accostò a dei nobili, Sanseverino e Cavanilla; successivamente, tuttavia, rivolse i suoi servizi al generale veneziano Bartolomeo d'Alviano, che era un generoso patrono delle Muse ed aveva fondato un'accademia a Pordenone nel distretto di Treviso, nel 1508, in cui aveva riunito intorno a lui un gruppo di raffinati poeti, tra i quali Girolamo Fracastoro, Andrea Navagerio e Gerolamo Aleandro e Pietro Bembo.
Bartolomeo d'Alviano, ferito e sconfitto nel 1509 nella battaglia di Agnadello (Ghiaradadda), fu ritenuto colpevole per non aver rispettato le consegne del senato veneziano. Fatto prigioniero dai francesi nei pressi dell'Adda, rimase in carcere fino al 1513. Cotta si offrì di condividere la prigionia con il suo protettore, ma i francesi rifiutarono di concedere a d'Alviano un compagno di cella. Alcuni studiosi interpretato questo episodio come una prova della palese omosessualità del Cotta, inclinazione che traspare velatamente dai suoi epigrammi. La relazione tra il generale e il Cotta fu comunque negata vivamente dal primo; probabilmente si trattava di un affettuoso legame tra una persona matura ed esperta nel mondo d'arme e un raffinato letterato. 
Cotta, tuttavia, svolse per d'Alviano un altro compito: consegnò un messaggio a papa Giulio II a Viterbo. Là, alcuni giorni dopo il suo arrivo, morì di peste alla giovane età di trent'anni, nel 1510.

## Opere
Parte della produzione letteraria di Giovanni Cotta è andata perduta, inclusi il famoso lavoro sulla geografia, che aveva cominciato a scrivere in versi, ed il commento a Plinio il Vecchio.
Si sono tramandati invece quindici carmi e diversi discorsi. I carmi, raccolti nel tempo da varie carte a lui attribuite, sono stati moderatamente apprezzati da Niccolò Tommaseo e Benedetto Croce, in particolare per la loro sincerità superiore alla media della poesia latina cinquecentesca, per quanto non del tutto esenti dai suoi eccessi e in parte alquanto immaturi.
L'Epitaphium Quinterii, dedicato a un Antonio Quinterio da Lodi, morto fra il 1481 e il 1485 e familiare del cardinale Giovanni Colonna, tradizionalmente attribuito a Giovanni Cotta, è più probabilmente opera di un omonimo Giovanni Cotta, segretario e poi abbreviatore apostolico alla corte pontificia, morto a tarda età nel 1525.